# معركة سيريسول
دارت معركة سيريسول بين الجيش الفرنسي وقوات مشتركة من إسبانيا والإمبراطورية الرومانية المقدسة خلال الحرب الإيطالية 1542-1546. دارت المعركة في 11 أبريل 1544 خارج قرية سيريسول ألبا في منطقة بيدمونت في إيطاليا. قاد الجيوش الفرنسية فرانسوا دو بوربون كونت إنغين في مواجهة الجيش الإمبراطوري الإسباني بقيادة ألفونسو دي أفالوس دي أكوينو ماركيز فاستو. على الرغم من الخسائر الكبيرة التي منيت بها القوات الإمبراطورية فإن القوة الفرنسية فشلت في وقت لاحق في استغلال نصرها للسيطرة على ميلانو.
نشر إنغين ودا فالوس جيشيهما على طول مرتفعين متقابلَين؛ وبالنظر إلى طوبوغرافية ميدان المعركة، اتّسمت العديد من التحرّكات الفردية خلال سير المعركة بعدم التنسيق. نشبت الساعات الأولى من المعركة عبر مناوشات بين جماعات متقاتلة مسلّحة بالقربينة وقصف مدفعي متبادل غير ذي جدوى، وبعد ذلك أمر دا فالوس بالبدء بهجوم عام. في الوسط، اشتبك جنود لاندسكينشت المرتزقة الإمبراطوريين مع المشاة الفرنسيين والسويسريين، ومُني الجانبان بخسائر فادحة. في الجزء الجنوبي من ساحة المعركة، أرهقت هجمات سلاح الفرسان الفرنسي المشاة الإيطاليين في الجيش الإمبراطوري فانسحبوا بعدما سمعوا بهزيمة القوات الإمبراطورية في المركز. في أثناء ذلك، انهار خط دفاع المشاة الفرنسي في الشمال، وقاد إنغين سلاح الفرسان في سلسلة هجمات غير فعالة وذات كلفة عالية في العتاد والأرواح ضد المشاة الإسبانية والألمانية قبل أن يضطروا إلى الاستسلام عقب وصول قوات المشاة السويسرية والفرنسية المنتصرة في ساحة المعركة الوسطى.
تُعدّ سيريسول واحدة من قلائل المعارك المرتبة التي وقعت في النصف الأخير من الحروب الإيطالية. يُشار إلى تلك المعركة في أوساط المؤرخين العسكريين باسم «المذبحة الكبرى» التي حدثت عندما اجتمعت أرتال مسلّحة بالقربينة وحاملي الرماح في الوسط، كما أثبتت المعركة الدور المستمر لسلاح الفرسان الثقيل التقليدي في ساحة معركة هيمنت عليها في أغلب الأحيان تشكيلات قوات المشاة المسلّحة بالرماح والبنادق.

## مقدمات المعركة
بدأت الحرب في شمال إيطاليا على إثر سقوط نيس أمام جيش فرنسي-عثماني مشترك في أغسطس 1543. في تلك الأثناء، زحفت القوات الإمبراطورية الإسبانية من لومبارديا باتجاه تورين، التي تُركت تحت سيطرة الفرنسيين في نهاية الحرب الإيطالية السابقة في العام 1538. بحلول شتاء العام 1543–1544، وصلت الحالة إلى طريق عسكري مسدود في بيدمونت بين الفرنسيين، بقيادة غي غيفري، والجيش الإمبراطوري بقيادة دا فالوس. تمددت القوات الفرنسية المتمركزة في تورين إلى سلسلة من المدن المحصنة: بينيرولو، وكارمانيولا، وسافيليانو، وسوسا، ومونكالييري، وفيلانوفا، وشيفاسو، وغيرها من المدن؛ في حين استولى دا فالوس على عدد من القلاع على أطراف الإقليم الفرنسي: موندوفي، وأستي، وكازالي مونفيراتو، وفرتشيلي، وإفريا. قضى الجيشان معظم وقتهما بمهاجمة قواعد بعضهما البعض النائية. استولى غيفري على سان جرمانو فيرسيلسي، الواقعة بالقرب من فرتشيلي، وضرب حصارًا على إفريا؛ بينما احتل دا فالوس كارينيانو، الواقعة على بُعد خمسة عشر ميلًا جنوب تورين، وبدأ في تحصينها وبناء حامية لها.
لدى عودة الجيشين إلى مواقعهما الشتوية، استبدل فرانسوا الأول ملك فرنسا غيفري بفرانسوا دو بوربون كونت إنغين، وهو أمير لم يكن يتمتع بأي خبرة في قيادة الجيش. وأرسل فرانسوا كذلك قوات إضافية إلى بييمونتي، ضمت مئات من سلاح الفرسان الثقيل وبعض سرايا المشاة الفرنسية من دوفيني ولانغيدوك، وقوة سويسرية جزئيًا من غرويير. في يناير 1544، ضرب إنغين حصارًا على كارينيانو، التي دافعت عنها القوات الإمبراطورية تحت قيادة بيرو كولونا. ساد لدى الفرنسيين اعتقاد مفاده أن دا فالوس سيضطر إلى محاولة مدّ العون إلى المدينة المحاصرة، وعندئذ يمكن استدراجه لخوض المعركة؛ إنما انطلاقًا من اعتبار تلك المعارك المرتبة على أنها عمليات محفوفة بالمخاطر الشديدة، أرسل إنغين بليز دو مونلتوك إلى باريس ليطلب من فرانسوا الإذن بالقتال. يتضح أن مونتلوك أقنع فرانسوا بمنح الإذن –بشرط موافقة ضباط إنغين– بالرغم من اعتراضات كونت دي سانت بول، الذي حذّر من أن احتمال الهزيمة سيعرّض فرنسا لغزو قوات دا فالوس في نفس الوقت الذي كان متوقعًا فيه شنّ شارلكان وهنري الثامن ملك إنجلترا هجومًا على بيكاردي. عند عودة مونتلوك إلى إيطاليا، جلب معه مئة متطوع تقريبًا من أوساط النبلاء الشباب في البلاط الملكي، كان من بينهم جاسبارد دي كوليجني.
انطلق دا فالوس من أستي نحو كارينيانو، بعد انتظاره وصول مجموعة كبيرة من مرتزقة لاندسكينشت التي أرسلها الإمبراطور الروماني المقدس كارلوس الخامس. بلغ عدد قواته الإجمالية 12,500- 18,000 من المشاة، ومن المحتمل أن عدد الجنود المسلّحين بالمسكيت منهم قد بلغ 4000؛ لم يتمكن دا فالوس من حشد سوى  800-1,000 فقط في سلاح الفرسان، كان عدد الجندرمة فيهم أقل من 200. انتبه دا فالوس لضعف جيشه النسبي في سلاح الفرسان، لكنه اعتبر أن ذلك النقص يسدّه سلاح المشاة المتمرّس والعدد الكبير من مقاتلي القربينة في صفوفه.
بعد أن علم إنغين بأخبار زحف الجيش الإمبراطوري، ترك قوة مدافعة في كارينيانو، وجمع بقية جيشه في كارمانيولا، وأحبط تقدم دا فالوس إلى المدينة المحاصرة. اكتشف سلاح الفرسان الفرنسي، الذي ظل يتابع تحركات دا فالوس، أن القوات الإمبراطورية كانت متجهة مباشرة إلى الموقع الفرنسي الرئيسي؛ وفي 10 أبريل، احتل دافالوس قرية سيريسول دو ألبا، الواقعة على بعد خمسة أميال (8 كيلو مترات) تقريبًا جنوبي شرق فرنسا. حضّ ضباط إنغين قائدهم على بدء الهجوم فورًا، لكنه عقد العزم على القتال في ساحة معركة من اختياره هو؛ وفي صباح يوم 11 أبريل، زحف الفرنسيون من كارمانيولا إلى موقع على بعد ثلاثة أميال (5 كيلو مترات) إلى الجنوب الشرقي وانتظروا وصول دافالوس. ارتأى إنغين ومونتلوك أن الأرض المكشوفة ستمنح سلاح الفرسان الفرنسي أفضلية تكتيكية أعلى. وحينذاك، كان الجيش الفرنسي يضم من 13,000 –11,000 في سلاح المشاة، و600 جندي في سلاح الفرسان الخفيف، ومن 900 – 1,250 في سلاح الفرسان الثقيل؛ كما ضم جيشا إنغين ودا فالوس عشرين مدفعًا تقريبًا. اندلعت المعركة في وقت مناسبٍ بالنسبة لإنغين، إذ كان جنوده السويسريون –مثلما فعلوا قبل معركة بيكوكا– يهددون بالعودة إلى ديارهم إذا لم يحصلوا على مستحقاتهم. إنما أعادت أخبار المعركة الوشيكة هدوءًا نسبيًا في صفوفهم.

## المعركة

### المواقع
تموضعت قوات إنغين على طول قمة سلسلة من المرتفعات ذات القمم الأعلى في الوسط منها على الجانبي، مما منع أجنحة الجيش الفرنسي من رؤية بعضها بعضًا. قُسّم الجيش الفرنسي إلى الكتائب المعتادة: «المعركة»، و «طليعة الجيش»، و «المؤخرة»، بالتوافق مع الجناحين الأوسط والأيمن والأيسر للخط الفرنسي. في أقصى يمين المركز الفرنسي توزعت مجموعة من سلاح الفرسان الخفيف، تتألف من ثلاث سرايا تحت قيادة دي تيرم، وبيرنادينو، وماوريه، بلغ عددها الإجمالي 450-500 جندي تقريبًا. على يسار تلك السرايا، جاء موقع المشاة الفرنسيين بقيادة دي تيز، وعددهم 4000 جندي تقريبًا، وإلى أقصى اليسار، كانت سرية خيالة تضم 80 رجلًا من الجندرمة تحت قيادة غيفري، والذي كان شكليًا قائد الجناح الأيمن الفرنسي بكامله.
ضمّ وسط الخط الفرنسي ثلاث عشرة فرقة من السويسريين المتمرسين، والبالغ عددهم 4,000 رجلٍ تقريبًا، تحت القيادة المشتركة لفيلهيلم فروليش وقائد آخر يُدعى سانت جوليان. على يسارهم كان إنغين نفسه على رأس ثلاث سرايا من قوات الفرسان الثقيلة، وسرية من الخيالة الخفيفة، ومتطوعين من باريس –بمجموع بلغ 450 جنديًا تقريبًا. تألّف الجناح الأيسر من رتليّ مشاة ضمّا 3,000 مجند من غرويير و2000 جندي إيطالي، وكانوا جميعًا تحت إمرة سيور ديسكروز. في أقصى يسار الخط كان 400 رجل تقريبًا من رماة السهام موزّعين بوصفهم سلاح فرسان خفيف؛ وكانوا تحت إمرة دامبيير، الذي كُلّف كذلك بقيادة الجناح الأيسر الفرنسي بالكامل.